# Parthenos aspila
Parthenos aspila är en fjärilsart som beskrevs av Eduard Honrath 1888. Parthenos aspila ingår i släktet Parthenos och familjen praktfjärilar. Inga underarter finns listade i Catalogue of Life.